# 幕府山街道
幕府山街道（ばくふさんがいどう）は、南京市鼓楼区の街道。現行行政地名は幕府山街道北崮山社区、幕府山街道五佰村社区などの社区8個がある。

## 行政区画
社区8個を管轄する。
| 番号 | 社区名       | 番号 | 社区名           |
| ---- | ------------ | ---- | ---------------- |
| 01   | 北崮山社区   | 05   | 五塘新村二段社区 |
| 02   | 白雲社区     | 06   | 五塘新村一段社区 |
| 03   | 雲谷山荘社区 | 07   | 五佰村社区       |
| 04   | 五塘村社区   | 08   | 盛世花園社区     |

## 観光地
・幕府山：鼓楼区の北端と棲霞区の西端を横切る幕府山は、長江の南岸に位置する丘陵山脈で、西は上元門から東は燕子磯に至る。東晋元帝が川を渡り、王導がここに幕府を設置したという伝説があり、幕府山と名付けられた。

## 施設
・介護施設：
・図書館：

### 交通
・地下鉄の駅：

### 教育
・大学：
・中学：
・小学：

### 医療
・病院：

### 娯楽
・体育館：